# Анкамати
Анкамати (пољ. Ankamaty) је село у Пољској које се налази у војводству Поморском у повјату Штумском у општини Ђежгоњ.
Од 1975. до 1998. године ово насеље се налазило у Елбласком војводству.